# Йофрідюр Акадоуттір
Йофрідюр Акадоттір (нар. 4 серпня 1994) — ісландська співачка, авторка пісень, композиторка і мультиінструменталістка, відома як JFDR, одна з засновниць музичних гуртів «Samaris» і «Pascal Pinon». Вона виступала та записувалася з багатьма іншими музикантами, а також писала музику для кіно та телебачення. Її батько — ісландський композитор і музикант Акі Асгейрссон.

## Кар'єра

### «Pascal Pinon»
У 2009 році, коли їм було 14 років, Йофрідюр з сестргою-близнючкою Астілдур, Галлою Кріст'янсон і Крістін Ільфою Голмгрімстоттір сформували гурт «Pascal Pinon». 2009 року вони випустили свій перший альбом власного виробництва «Pascal Pinon», який у 2010 році був перевиданий лейблом Morr Music. На Allmusic він описаний як «справді чудовий запис». 2013 року гурт, на той момент уже дует, випустила свій другий альбом «Twosomeness». Третій альбом «Sundur» вийшов у 2016 році.

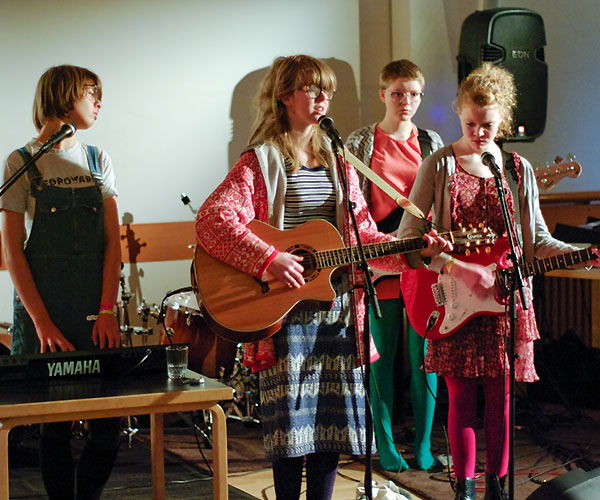
«Pascal Pinon» у 2009 році у Nordic House, Рейк'явік.

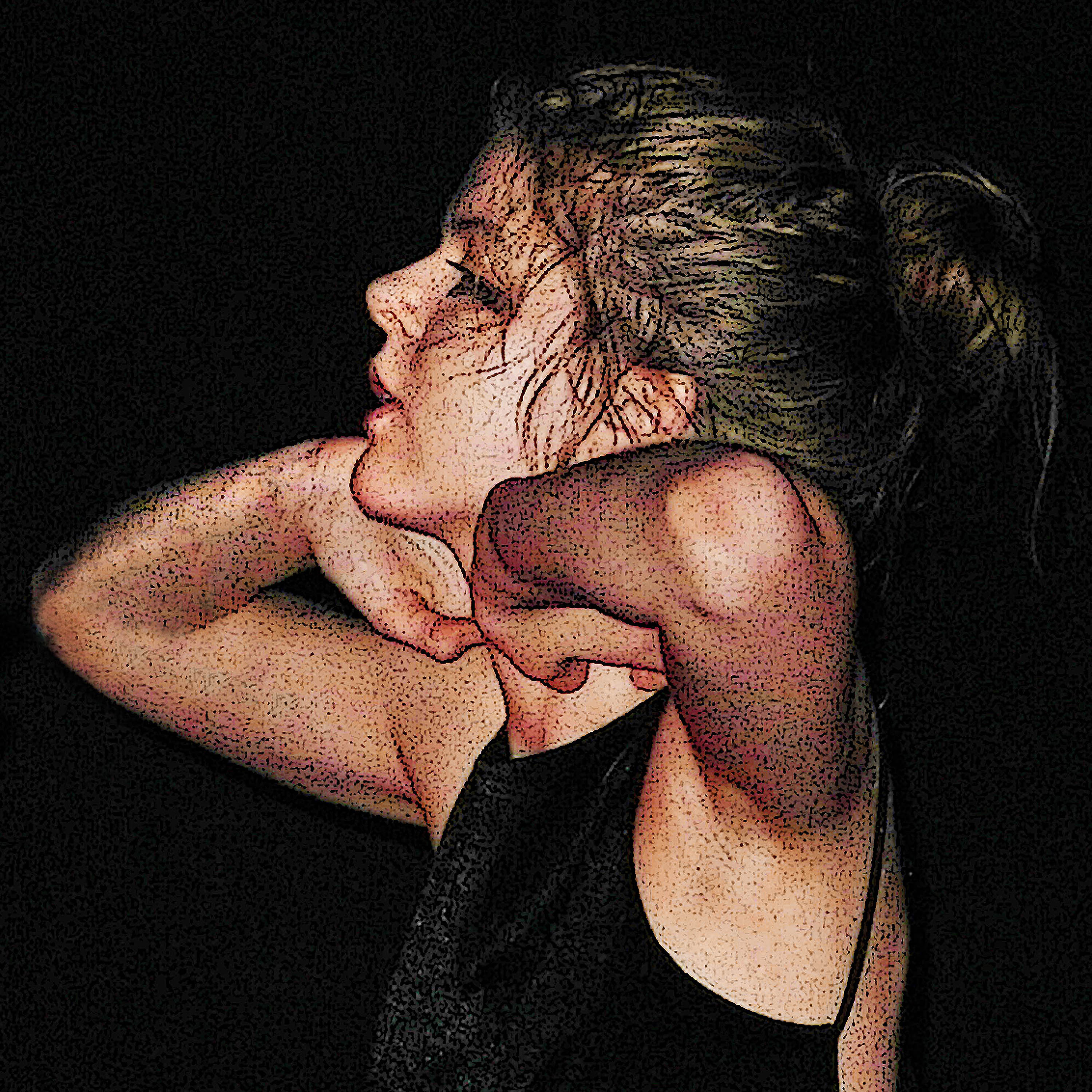
Йофрідур Акадоттір, жовтень 2012

### «Samaris»
Йофрідюр, Аслейг Рун Магнісдоттір і Тоурдур Карл Стейндорссон створили гурт «Samaris» у 2011 році. Гурт виграла конкурс «Músíktilraunir» у 2011 році, а після цього успіху самостійно випустив мініальбом «Hljóma Þú», який у 2011 році здобув ісландську нагороду «Kraumur». 2012 року вийшов ще один самостійно виданий мініальбом «Stofnar falla». Гурт підписав контракт з One Little Independent Records, і їх однойменний дебютний альбом вийшов у липні 2013 року, отримавши загалом схвальні відгуки. Альбом поєднав їхні композиції з текстами, взятими з ісландських віршів XIX століття. Наступні альбоми «Silkidrangar» вийшов у 2014 році, «Silkidrangar Sessions» — у 2015 році та «Black Lights» — у 2016 році.

### «Gangly»
У 2014 році Йофрідюр брала участь у концептуальному проєкті «Gangly» разом із Сіндрі Маром Сіґфуссоном (Сін Фанг) та Ульфуром Александером Ейнарссоном (з ісландського гурту «Oyama»), Спочатку вийшов трек «Fuck With Someone Else». «Gangly» підписав контракт з британським лейблом AMF Records і створив серію відеосинглів.

### JFDR
У 2017 році вийшов її сольний альбом «Brazil» (створений у співпраці з Шахзадом Ісмаїлі). 2018 року за версією «Reykjavík Grapevine» вона стала «Артистом року». 2018 року вийшов мініальбом її пісень «JFDR — White Sun Live. Part I: Strings» перероблених зі струнним розділом. Спеціальний мініальбом «Gravity» вийшов під час Iceland Airwaves 2018 у формі плитки шоколаду з кодом для завантаження. 2020 року Йофрідюр разом із чотирма сестрами дали відеоконцерт у Рейк'явіку у порожньому залі (через пандемію Covid-19) перед виходом альбому «New Dreams». Через пандемію скасували її гастролі навесні та восені 2020 року. «New Dreams» став найкращим альбомом року за версією Grapevine Music Awards 2021 (Рейк'явік).

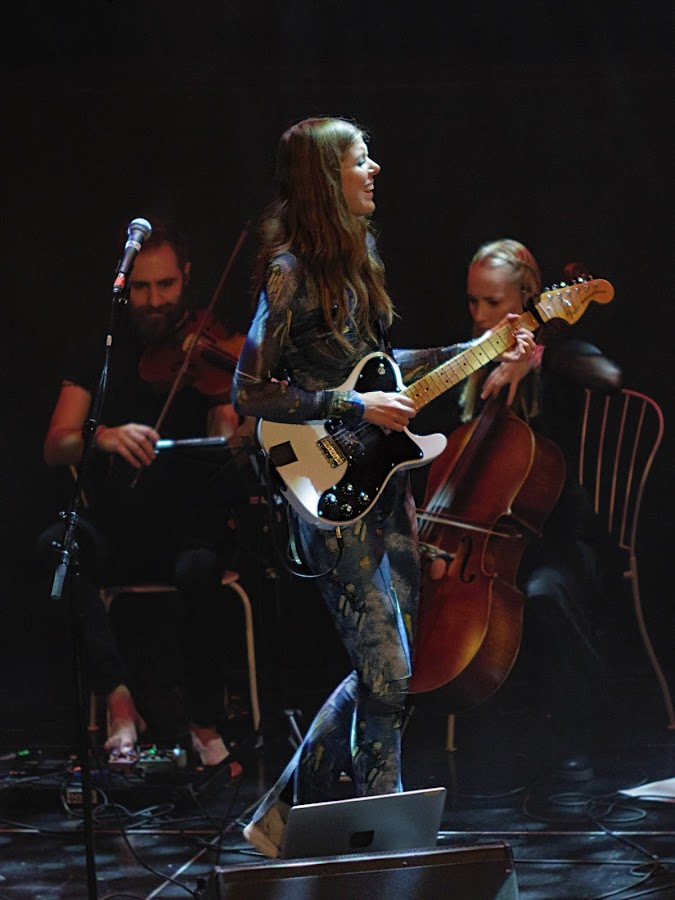
JFDR на Iceland Airwaves 2022

### Співпраця
Йофрідюр співпрацювала з «Low Roar», Lapalux, Даніелем Б'ярнсоном, Дем'єном Райсом, Аароном Роше, Ніні Джулією Бенг, Сін Фангом, Бірніром, Максом Соколінським та іншими. У грудні 2020 року вона з'явилась з Оулавюром Арнальдсом у відео «A Sunrise Session».

### Композиції саундтреків
Йофрідюр — авторка музики для фільмів і телебачення, включно з короткометражним фільмом Дакоти Феннінг «Привіт, квартира», повнометражними фільмами Сільї Гауксдоттір «Агнес Джой» і Мартейна Торссона «Backyard Village». Вона також написала музику для телесеріалу «Systrabönd» (Сестринство). Виконала музику до відеогри «Death Stranding» (2019). 2022 року написала музику до серіалу «Randalín og Mundi: Dagar í december» (24 серії).

## Вплив
Йофрідюр заявила, що на неї вплинули Джоні Мітчелл, Артур Рассел, Стів Райч, Енія, Б'єрк і Йоко Оно.

## Дискографія

### JFDR
Студійні альбоми
- Brazil (2017), (White Sun Recordings/Kobalt)
- New Dreams (2020), (Krunk)
- Museum (2023), (Houndstooth)

Мініальбом
- JFDR — White Sun Live. Part I: Strings (2018), (Morr Music)
- Gravity (2018), (Omnom)

Потокові треки
- Taking a Part of Me, (2019), (White Sun Recordings/Krunk)

### «Samaris»
Студійні альбоми
- Samaris (2013), (One Little Indian Records)
- Silkidrangar (2014), (One Little Indian Records)
- Silkidrangar Sessions (2015), (One Little Indian Records)
- Чорні вогні (2016), (One Little Indian Records)

Мініальбоми
- Hljóma Þú (2011), (виданий самостійно)
- Stofnar falla (2012), (виданий самостійно)

### «Pascal Pinon»
Альбоми
- Pascal Pinon (2009), (виданий самостійно)
- Pascal Pinon (2010), (Morr Music)
- Twosomeness (2013), (Morr Music)
- Sundur (2016), (Morr Music)

Мініальбоми
- Pascal Pinon EP (2009) (виданий самостійно)
- I wrote a song EP (2010), (A Number of Small Things)
- Party Wolves EP (2012) (Morr Music)